# Anton Alichanow
Anton Andrejewicz Alichanow (ros. Антон Андреевич Алиханов; ur. 17 września 1986 w Suchumi) – rosyjski prawnik i polityk. Członek Rady Generalnej partii Jedna Rosja, w latach 2016-2017 pełniący obowiązki gubernatora obwodu królewieckiego, w latach 2017-2024 roku gubernator obwodu królewieckiego, od maja 2024 minister przemysłu i handlu.